# Georges Carré
Pour les personnes ayant le même patronyme, voir Carré (homonymie).
 (décembre 2018).
Si vous disposez d'ouvrages ou d'articles de référence ou si vous connaissez des sites web de qualité traitant du thème abordé ici, merci de compléter l'article en donnant les références utiles à sa vérifiabilité et en les liant à la section « Notes et références ».
Georges Henri Carré, né le 31 mai 1878 à Marchais-Beton et mort le 25 décembre 1945 à Paris, est un peintre et un illustrateur français.

## Biographie
Georges Carré est né dans la ferme maternelle « Les Poulets ». Très tôt, ses parents viennent à Tonnerre où il fait ses études au collège et commence la préparation pour la section « Architecture » de l’École des beaux-arts de Paris puis opte pour la peinture, conseillé par son professeur de dessin, lui-même ancien élève de Jules Coignet.
En 1896, il monte à Paris et fréquente l’atelier préparatoire Colarossi. Reçu premier, il entre aux beaux-arts chez Gérome dont il apprend la simplicité, mais le rigorisme étroit du professeur le rebute. Il passe alors chez Jean-Paul Laurens et J-J Benjamin-Constant et s’engage sur la voie du pleinairisme. Ensuite, il entre dans l’atelier de Fernand Cormon qui rend hommage à la qualité de son dessin et l’encourage. Il livre quelques dessins satiriques à L'Assiette au beurre dont un numéro complet intitulé « Les Courses », mis en légendes par Édouard Conte.
En 1906, Georges Carré est admis à la Société des artistes français où il reçoit l'année suivante une mention pour le grand panneau des « Vendanges » qui décore toujours un des murs de la Caisse d’épargne de Tonnerre (Hôtel d’Uzès). Au Salon de 1908, il expose le second panneau destiné à ce même établissement, « La Fauchaison », puis expose régulièrement au Salon jusqu’en 1913.
De cette première période il reste, dans son atelier, des œuvres claires, sensibles, à la pâte légère, consacrées aux travaux des champs. Il dessine beaucoup de scènes champêtres, des paysans au travail mais aussi des études de son épouse.
La Première Guerre mondiale arrive : mobilisé, il œuvre comme topographe puis agent de liaison au front où, à ses rares moments de liberté, il dessine les scènes de la vie des tranchées sous forme d'aquarelles. Bien plus tard, en 1939-1940, il les reprendra et en tirera une demi-douzaine de monotypes en noir et blanc. Un drame personnel vient bouleverser sa vie le 20 janvier 1917, sa femme meurt et il reste seul avec ses deux filles en bas âge. Il a 38 ans. Son univers s’écroule.
À son retour à Paris, il lui faut tout recommencer et cette période, qui court jusqu’en 1925, est particulièrement difficile : il n’est plus question d’art, mais de survivre. Il s’engage dans une peinture « utilitaire » : décoration, tableautins, copies de grands paysages du XVIIIe siècle (Lancret, Watteau, Hubert Robert), ainsi que l’illustration de livres de poésies (Samain, Rimbaud, Verlaine, Régnier). Il exécute aussi des affiches pour le commerce et le cinéma dont il fréquente l’univers : Abel Gance l’émerveille. Pour son plaisir, il peint ses filles, des parcs ensoleillés (Luxembourg, Saint-Cloud, Bagatelle) ou de grands arbres jaunis par l’automne. Sa palette se fait gracieuse, ses couleurs claires (beaucoup de rose).
Durant ces années-là, il séjourne souvent chez un ami à Saint-Prest en Normandie, où il peint la roseraie du parc. Il fait aussi, en 1923, un voyage dans les Alpes avec son ami Deberly, ou bien il travaille à Annecy (plusieurs études), puis fait un autre voyage à Fécamp (études de marines). En 1924, il trouve un atelier rue du Faubourg-Saint-Honoré au 233 bis, dans une impasse occupée par des ateliers d’artistes et d’artisans. En 1926-1927, son état de santé l’oblige à quitter cet atelier, il va alors peindre en Puisaye dans les environs de la ferme de sa mère ainsi que dans la vallée de la Cure où il étudie le flottage des bois. Il retourne au spectacle de la nature, aux scènes rurales, aux intérieurs sombres des petites fermes. Il modifie progressivement sa technique. Il peint beaucoup au couteau dans une facture vigoureuse et sa palette s’assombrit considérablement : les tons roses le cèdent aux tons sourds bien qu’il semble toutefois se libérer de ses chagrins.
En été 1927, il trouve un atelier rue Pigalle. C’est alors une période de travail intense, après son séjour en Puisaye, d’où il a rapporté un lot de peintures, dont La Cour, qu’il expose en 1927 au des indépendants et Salon d'automne ainsi que dans diverses expositions particulières ou groupées (galeries Carmine, Elias, Barreiro, Scribe, Maura…) : le critique Gustave Kahn apprécie la finesse et la distinction de son talent[Où ?]. En avril 1928, a lieu à Paris une belle exposition du « Groupe de la Jeune Peinture européenne » chez Bernheim-Jeune. Il y participe aux côtés des plus grands (Signac, Dufy, Lhote, Denis, Goerg, etc.). Il est aussi au salon annuel des artistes de l’Yonne et est invité au Salon des Tuileries. Il expose aussi aux Indépendants, ainsi qu’au Salon d’Automne jusqu’à sa mort en 1945.
Sa palette reste sombre avec des études aux tons brun, mauve, parme. Il demeure un chercheur solitaire toujours inquiet, toujours en quête de l’expression de sa sensibilité. Indifférent aux coteries, il fréquente peu les artistes-peintres, mais il est très curieux de toutes les formes de son art. Il peint et dessine de nombreuses natures mortes, des intérieurs, des fleurs, des portraits. Les critiques d’art (Tabarant, G.J. Gros, G. Turpin) l’encouragent et un petit cercle d’amateurs lui manifeste son appréciation
C’est en août 1928, qu’invité par G. Turpin, il séjourne à Quiberon et Portivy, C’est pour lui une grande découverte. Il peint inlassablement la mer, les rochers et la lande en de beaux paysages et marines où le ciel commence à occuper une place grandissante. Il en tire des effets « surprenants de vérité » comme dit Turpin[réf. nécessaire].
Avec les années 1929-1935, sa palette s’éclaircit progressivement à nouveau et il abandonne le couteau pour reprendre le pinceau. Il s’oriente vers une peinture assez lyrique qui traduit un certain bonheur de vivre en accord avec la campagne tonnerroise.
En effet, il passe alors de longs moments chez sa mère à Tonnerre où il redécouvre cette campagne dont il transpose l’harmonie des champs onduleux, des vallons et des ciels immenses en de grands dessins à la plume, des aquarelles et des peintures
En 1929 il séjourne en Dordogne puis prend un premier contact avec la Provence à l’occasion d’un court voyage (Cannes, Saint-Paul de Vence) d’où il rapporte des études et organise, en 1931 dans son atelier, une exposition de toiles consacrées à ces régions.
Il expose régulièrement dans les Salons de l’époque et vend un grand nombre d’œuvres à un noyau d’amateurs fidèles, sans compter les achats de l’État. 
Au début de 1935, il quitte la rue Pigalle pour un atelier rue des Plantes au milieu d’un jardin. Il passe alors quelques semaines en Saintonge, à Saint-Palais, où il peint beaucoup la côte rocheuse, le paysage et les églises. C’est aussi à cette époque que se situe un voyage au Tyrol dont il rapporte de belles études de neige.
Sa technique aux touches amples et aux couleurs claires, mais soutenues, manifeste sa plénitude. Il fait de nombreux portraits et travaille aussi régulièrement dans le Tonnerrois, dont il exprime, avec un lyrisme contrôlé, son ardente passion pour ces paysages qui le hantent et l’enthousiasment, avec lesquels il « se bat » comme il disait. Sans doute cette année et celles qui vont suivre sont-elles les plus fécondes de sa carrière. Il se fait le chantre de l’union du ciel et de la terre sur le sol bourguignon.
La même année il fait une exposition importante dans son atelier regroupant des toiles de Quiberon, Saintonge, Bourgogne etc. et participe au Salon des Indépendants où l’État lui achète deux nouvelles toiles.
À la fin de 1935, il décide de venir s’installer complètement à Tonnerre. Il réalise son rêve et construit un atelier sur la colline, à côté de l’église Saint-Pierre, dominant un très vaste paysage.
C’est une période d’enthousiasme, car il vit alors un face-à-face permanent avec la nature. Il ne se lasse pas des thèmes de Saint-Pierre, Notre-Dame et des environs de Tonnerre qu’il dessine et peint sous tous les angles et tous les éclairages sans cesse renouvelés. C’est à bicyclette qu’il sillonne la campagne environnante. Il conserve des relations avec Paris où il continue à exposer régulièrement.
Dans son atelier de Tonnerre. il travaille à présent à la gravure sur cuivre et zinc, faisant lui-même ses tirages. Puis il entreprend de faire des monotypes en noir et blanc et en couleurs dont le département des estampes à la Bibliothèque Nationale possède un lot. Il participe à des expositions des Peintres-Graveurs (au Trait)
C’est en 1938 qu’il commence la décoration les murs de la Salle des Fêtes de la Mairie de Tonnerre. Pour ce faire, il exécute un grand nombre de dessins. Cette œuvre monumentale occupa trois ans de sa vie. Ce fut un travail harassant dont il ne reste malheureusement que quelques grands dessins et des esquisses à l’huile car elles furent détruites après sa mort, lors de la modernisation de la mairie, ce qui nous prive d’une grande œuvre de ce peintre parvenu, à ce moment, à la maîtrise de sa technique.
Dans ce même temps il complète la décoration de l’Hôtel d’Uzès, par deux panneaux, de plus petite taille que les deux précédents (Vendanges et Fauchaison) et qui sont très représentatifs de son style de 1937 - 1938).
Pendant l’hiver 1940, il va passer quelques mois à La Ciotat, Bandol, et La Cadière. Cette fois, il maîtrise son expression de la Provence; il en rapporte un grand nombre de beaux dessins et d’études sur papier, peintes sur le motif de tous les sites environnants qui l’enchantent. Ces petites études traduisent sa joie de peindre des paysages si différents de ceux du Tonnerrois, mais qu’il charge du même amour, de la même tendresse.
À la suite de ce voyage en Provence et de l’effort vers la sobriété qu’il s’est imposé pour l’exécution des panneaux de la Mairie, son style se modifie sensiblement. Il entreprend un travail de simplification de ses sujets dont il ne garde que l’essentiel. Il procède par larges touches de couleurs pures d’où les ombres sont exclues et les teintes deviennent arbitraires. Il ne s’inspire plus directement de la nature réelle, mais seulement de ses dessins. C’est ainsi que dans ses notes il écrit :
« Je travaille d’après des dessins et je continue à travailler dans ce sens, avec une joie renforcée, sans me soucier de la nature, n’en respectant que la construction qui est la langue rationnelle de l’art plastique. »
Il pousse ses recherches de simplification à l’extrême dans les derniers mois de sa vie, repeignant même des tableaux antérieurs. Ce fut une nouvelle bataille qu’il soutint jusqu’à sa fin sans qu’il soit parvenu à se satisfaire pleinement
Toutefois, malgré l’acharnement à son travail, il donne des cours d’esthétique et de dessin de 1938 à 1941 et adhère à la Société d’Archéologie et d’Histoire du Tonnerrois. En 1939 il prend part à la préparation des fêtes tonnerroises et peint le décor de la scène du Vieil Hôpital qui servira pour les manifestations de l’anniversaire de la Révolution, une toile de 12x5m intitulée « La Prestation du serment des femmes tonnerroises sur l’Autel de la Patrie au Pâtis, le 14 juillet 1790 » comportant une centaine de personnages et qui se trouve maintenant au musée de Tonnerre.
Le retour de la guerre en 1940 lui fut particulièrement douloureux, mais malgré tout il poursuivit ses envois de toiles au Salon des Indépendants jusqu’en 1944.
Miné par la maladie, il se résigne à quitter Tonnerre à l’automne 1944 pour Paris où il est soigné par ses filles et meurt le 25 décembre 1945.

## Distinctions
À titre posthume certaines de ses œuvres furent exposées en 1946 à Dijon avec « Les Peintres de Bourgogne » et au Salon des indépendants ainsi qu’à la Galerie Maura à Paris. Le Salon des Indépendants lui consacra une rétrospective en 1947. En 1948 plusieurs de ses gravures furent exposées par la Société des Peintres-Graveurs et Lithographes Indépendants « Le Trait » à Paris.
Enfin, la grande exposition de l’été 1979 au Vieil Hôpital de Tonnerre (une centaine d’œuvres) fit revivre son art au cœur d’un pays qui l’enchanta.